# Campeonato de Tercera División 1933 (Argentina)
El Campeonato de Tercera División 1933 fue la trigésimo quinta temporada de la Tercera División y de la tercera categoría del fútbol argentino en la era amateur. Inició el 14 de mayo y terminó el 15 de octubre.
Debido a la reducción de equipos en la Primera División-Sección A en 1931 y al retiro de varios equipos en las categorías de ascenso, durante 1932, la AAF resolvió una reestructuración para la temporada de 1933 que consistió en la eliminación de la Primera División-Sección B y de la División Intermedia; y que la Segunda y Tercera División retornaran a segunda y tercera categoría, respectivamente. Fue la primera edición que contó con un sistema de ascensos y descensos con la categoría superior, y la única en el amateurismo.
Los nuevos participantes fueron: El Progreso y Huracán de San Justo, incorporados de la Segunda División; y Munro y Villa Adelina, afiliados. Florida había sido incorporado de la División Intermedia, pero previo al inicio de las competencias fue promovido a Segunda División.
El torneo coronó campeón al tercer equipo del Club Sportivo Alsina, tras vencer en la final al tercer equipo de Excursionistas. Por su parte, el ascenso correspondió a El Progreso.

## Incorporados y relegados
| Pos | Ascendidos a Primera División 1933 |
| 1.º | Alsina                             |

| Incorporados de Segunda División |
| -------------------------------- |
| El Progreso                      |
| Huracán de San Justo             |

| Afiliados     |
| ------------- |
| Munro         |
| Villa Adelina |

| Pos  | Descendidos de Primera División B 1932 |
| ---- | -------------------------------------- |
| 12.° | Unión                                  |
| 13.° | San Fernando                           |
| 14.° | Albión                                 |

| Desafiliados de División Intermedia |
| ----------------------------------- |
| Bristol                             |
| Canal San Fernando                  |
| Centenario Argentino                |
| Isla Maciel                         |
| Nueva Pompeya                       |
| Ramos Mejía                         |
| Saavedra                            |
| Sp. San Isidro                      |
| Villa Crespo                        |
| Wilde                               |

## Sistema de disputa

### Campeonato
Un total de 38 equipos, integrados por formaciones alternativas de clubes de divisiones superiores y de la misma división, fueron distribuidos en tres zonas geográficas.

### Ascenso
Los cinco equipos incorporados se enfrentaron entre sí bajo el sistema de todos contra todos a dos ruedas. El ganador obtuvo el ascenso a Segunda División.

## Zona Norte

### Sección A
| Pos. | Equipo                  | Pts. | J  |
| ---- | ----------------------- | ---- | -- |
| 1°   | Excursionistas [III]    | 9    | 10 |
| 2°   | Villa Ballester [III]   | 12   | 10 |
| 3°   | Central Argentino [III] | 11   | 10 |
| 4°   | Palermo [III]           | 10   | 10 |
| 5°   | 25 de Mayo [III]        | 8    | 10 |
| 6°   | Bella Vista [III]       | 0    | 10 |
| —    | Martínez [III]          | —    | —  |

|  | Clasificado a la fase final. |

### Sección B
| Pos. | Equipo                   | Pts. | J  |
| ---- | ------------------------ | ---- | -- |
| 1°   | Munro [II]               | 25   | 14 |
| 2°   | Villa Adelina [II]       | 25   | 14 |
| 3°   | Florida [II]             | 18   | 14 |
| 4°   | Villa Ballester [IV]     | 14   | 14 |
| 5°   | Martínez [IV]            | 14   | 14 |
| 6°   | 25 de Mayo [IV]          | 8    | 14 |
| 7°   | Acassuso [III]           | 4    | 14 |
| 8°   | General San Martín [III] | 4    | 14 |
| —    | Olivos [III]             | —    | —  |

|  | Desempate. |

#### Desempate
| Pos. | Equipo             |
| ---- | ------------------ |
| 1°   | Munro [II]         |
| 2°   | Villa Adelina [II] |

|  | Clasificado a la fase final. |

## Zona Sur
| Pos. | Equipo                     | Pts. | J  |
| ---- | -------------------------- | ---- | -- |
| 1°   | Alsina [III]               | 24   | 12 |
| 2°   | Argentino de Quilmes [III] | 19   | 12 |
| 3°   | El Progreso [II]           | 14   | 12 |
| 4°   | El Porvenir [IV]           | 9    | 12 |
| 5°   | El Porvenir [III]          | 8    | 12 |
| 6°   | Barracas Central [III]     | 8    | 12 |
| 7°   | Banfield [III]             | 2    | 12 |
| —    | Barracas [III]             | —    | —  |
| —    | Huracán de Lanús [III]     | —    | —  |
| —    | Los Andes [III]            | —    | —  |

|  | Clasificado a la fase final. |

## Zona Oeste

### Sección A
| Pos. | Equipo                 | Pts. | J  |
| ---- | ---------------------- | ---- | -- |
| 1°   | Almagro [III]          | 17   | 10 |
| 2°   | All Boys [III]         | 15   | 10 |
| 3°   | Estudiantes [III]      | 14   | 10 |
| 4°   | Buenos Aires [III]     | 7    | 10 |
| 5°   | La Paternal [III]      | 5    | 10 |
| 6°   | Porteño de Morón [III] | 2    | 10 |

|  | Clasificado a la fase final. |

### Sección B
| Pos. | Equipo                    | Pts. | J  |
| ---- | ------------------------- | ---- | -- |
| 1°   | Nueva Chicago [III]       | 17   | 10 |
| 2°   | Almagro [IV]              | 16   | 10 |
| 3°   | Huracán de San Justo [II] | 14   | 10 |
| 4°   | Liberal Argentino [III]   | 8    | 10 |
| 5°   | Buenos Aires [IV]         | 7    | 10 |
| 6°   | Ramsar [III]              | 0    | 10 |

|  | Clasificado a la fase final. |

## Zona Ascenso

### Tabla de posiciones
| Pos. | Equipo               | Pts. | J | G | E | P |
| ---- | -------------------- | ---- | - | - | - | - |
| 1°   | El Progreso          | 9    | 6 | 4 | 1 | 1 |
| 2°   | Villa Adelina        | 6    | 6 | 3 | 0 | 3 |
| 3°   | Huracán de San Justo | 5    | 6 | 2 | 1 | 3 |
| 4°   | Munro                | 4    | 6 | 2 | 0 | 4 |
| —    | Florida              | —    | — | — | — | — |

|  | Ascendió a Segunda División. |

### Resultados
| Jornada 1     | Jornada 1 | Jornada 1            | Jornada 1  |
| Local         | Resultado | Visita               | Fecha      |
| ------------- | --------- | -------------------- | ---------- |
| El Progreso   | 1 - 0     | Huracán de San Justo | 14 de mayo |
| Villa Adelina | 0 - 3     | Munro                | 14 de mayo |

| Jornada 2            | Jornada 2 | Jornada 2     | Jornada 2  |
| Local                | Resultado | Visita        | Fecha      |
| -------------------- | --------- | ------------- | ---------- |
| Munro                | 1 - 2     | El Progreso   | 21 de mayo |
| Huracán de San Justo | 4 - 0     | Villa Adelina | 21 de mayo |

| Jornada 3            | Jornada 3 | Jornada 3     | Jornada 3  |
| Local                | Resultado | Visita        | Fecha      |
| -------------------- | --------- | ------------- | ---------- |
| Huracán de San Justo | 2 - 1     | Munro         | 4 de junio |
| El Progreso          | 4 - 0     | Villa Adelina | 4 de junio |

| Jornada 4            | Jornada 4 | Jornada 4     | Jornada 4   |
| Local                | Resultado | Visita        | Fecha       |
| -------------------- | --------- | ------------- | ----------- |
| Huracán de San Justo | 1 - 1     | El Progreso   | 18 de junio |
| Munro                |           | Villa Adelina | 18 de junio |

| Jornada 5     | Jornada 5 | Jornada 5            | Jornada 5   |
| Local         | Resultado | Visita               | Fecha       |
| ------------- | --------- | -------------------- | ----------- |
| El Progreso   | 3 - 0     | Munro                | 25 de junio |
| Villa Adelina | 3 - 2     | Huracán de San Justo | 25 de junio |

| Jornada 6     | Jornada 6 | Jornada 6            | Jornada 6  |
| Local         | Resultado | Visita               | Fecha      |
| ------------- | --------- | -------------------- | ---------- |
| Munro         |           | Huracán de San Justo | 2 de julio |
| Villa Adelina | 2 - 1     | El Progreso          | 2 de julio |